# James Vanderbilt
James Platten Vanderbilt (Novembro de 1975) é um roteirista e produtor cinematográfico americano.
Ele é filho de Alfred Gwynne Vanderbilt III e é um membro da renomada família Vanderbilt de Nova Iorque.
Vanderbilt graduou-se na University of Southern California School of Cinematic Arts em 1998.
Seu filme Zodiac de 2007 foi nomeado na categoria de Melhor Argumento Adaptado pela Chicago Film Critics Association, também no Satellite Awards e pelo Writers Guild of America.

## Filmografia
- Darkness Falls (2003)
- Basic (2003)
- The Rundown (2003)
- Zodiac (2007)
- X-Men Origins: Wolverine (2009)
- The Losers (2010)
- The Amazing Spider-Man (2012)
- Thruth (2015)[1]

1. ↑  «Conspiração e Poder». AdoroCinema. Consultado em 3 de abril de 2016